# Lipperhey
Lipperhey (55 Cancri d) – najbardziej odległa ze znanych planet orbitujących wokół 55 Cancri.

## Nazwa
Nazwa planety została wyłoniona w publicznym konkursie w 2015 roku. Upamiętnia ona Hansa Lipperheya, niemiecko–holenderskiego optyka, który w 1608 roku zbudował i opatentował teleskop optyczny (refraktor). Nazwę tę zaproponowali członkowie Królewskiego Niderlandzkiego Stowarzyszenia Meteorologii i Astronomii (Koninklijke Nederlandse Vereniging voor Weer- en Sterrenkunde) z Holandii. Pisownia nazwy planety została poprawiona w 2016 roku – forma „Lippershey” wywodzi się od błędu typograficznego z 1831 roku.

## Charakterystyka
Planeta okrąża gwiazdę w średniej odległości ponad 5 au, podobnej do odległości między Słońcem a Jowiszem. Jej orbita jest zbliżona do kołowej (przed odkryciem piątej planety w tym układzie sądzono, że jest ona bardziej ekscentryczna). Mimo dużej masy, co najmniej 3,8 raza większej od masy Jowisza, planeta ta jest wciąż jedną z najbardziej podobnych do Jowisza. Będąc odległa o maksymalnie 0,47″ od gwiazdy, jest dobrym celem dla przyszłych obserwacji z użyciem optyki adaptatywnej.
Astrometryczne pomiary Teleskopem Hubble’a wstępnie wykryły planetę d. Wyznaczone na tej podstawie nachylenie orbity planety to około 53°, co oznacza, że jej rzeczywista masa jest równa 4,9 MJ. Przy założeniu, że wszystkie planety krążą w jednej płaszczyźnie, rzeczywiste masy pozostałych planet także byłyby około 25% większe niż masy minimalne, wyznaczona metodą pomiaru zmian prędkości radialnej. Jest to o tyle prawdopodobne, że taka konfiguracja dynamicznie stabilizuje układ planetarny.